# Чжан Сюнь
Чжан Сюнь (кит. трад. 張勳, упр. 张勋, пиньинь Zhāng Xūn; 16 сентября 1854 — 11 сентября 1923) — китайский генерал и монархист, в 1917 году предпринявший попытку государственного переворота с целью вернуть на трон низложенного императора Пу И. Сторонник Юань Шикая в бытность последнего президентом.

## Биография
Родился 16 сентября 1854 года в провинции Цзянси.
Служил телохранителем императрицы Цыси во время Боксёрского восстания. Он также защищал интересы империи Цин в Нанкине в 1911 году, а позднее, в 1913 году, отбил город у Гоминьдана. Несмотря на то, что Чжан Сюнь позволил своим солдатам мародёрствовать в Нанкине, Юань Шикай произвел его в маршалы.
В 1917 году Чжан Сюнь вошёл в Пекин и вместе с Кан Ювэем вернул на трон Пу И. Однако милитаристы уже через 12 дней подавили эту попытку. Чжан Сюнь попросил убежища в нидерландском посольстве и более не участвовал в политике. Основной причиной провала указанной попытки была плохая подготовка реставрации монархии – главным образом то, что Чжан Сюнь не заручился поддержкой крупных китайских милитаристов. Именно отсутствие этой поддержки стало причиной того, что он так и не смог получить серьезную помощь иностранцев, на которую рассчитывал. 
Умер 11 сентября 1923 года.